# عبد الوهاب راوح
عبد الوهاب راوح سياسي وأكاديمي يمني ، من مواليد مديرية صبر الموادم في محافظة تعز 1952م.

## حياته
هو باحث متخصص في علوم اللغة العربية (علم اللغة)، نال درجة الليسانس بامتياز من كلية الآداب- جامعة صنعاء 1977م، ثم عُيِّن معيداً في الكلية نفسها، قبل أن يوفد للدراسات العليا في جمهورية مصر العربية، فالتحق بكلية الآداب- جامعة عين شمس، ونال منها درجة الماجستير في الدراسات اللغوية 1981، ثم الدكتوراه في اللسانيات 1986م. وشغل خلال عمله في جامعة صنعاء عدة مناصب أكاديمية، بدءاً بوكيل كلية الآداب، فوكيلاً لعمادة الدراسات العليا والبحث العلمي بالجامعة، فعميداً لمركز اللغات، إلى أن رُقِّي إلى درجة أستاذ مشارك 1993م.
وشغل الدكتور عبد الوهاب راوح منصب وزير الشباب والرياضة في الحكومة اليمنية 1993م، واستمر في منصبه هذا حتى 2001م، عندما عُيِّن وزيراً للخدمة المدنية والتأمينات حتى عام 2003م، ثم وزيراً للتعليم العالي والبحث العلمي من 2003م وحتى 2006م. ورأس جامعة عدن بعد ذلك حتى منتصف 2008م، ومنذ ذلك الحين وهو عضو في مجلس الشورى.
يُحسب له خلال قيادته وزراة الشباب والرياضة تأسيسه صندوق رعاية النشء والشباب، مثلما يُحسب له تجويد نظام البعثات والمنح الدراسية لخريجي الثانوية العامة وفق المفاضلة على مستوى كل محافظة.
وخلال وجوده في عدن رئيساً لجامعتها العريقة؛ تولّى الدكتور راوح منصب رئيس نادي التلال، أحد أشهر الأندية الرياضية في الجمهورية اليمنية، بل إنه النادي الأقدم تأسيساً على مستوى الجزيرة والخليج، وكان ذلك عام 1905م.

## وصلات خارجية
- مقابلة مع الدكتور عبد الوهاب راوح وصحيفة 22 مايو اليمنية حول الخطاب الجهادي
- خبر تعين الدكتور عبد الوهاب في مجلس الشورى اليمني
- جامعة عدن تودع راوح بحفل تكريمي